# Tinh vân Lạp Hộ
Tinh vân Lạp Hộ hay Tinh vân Orion (Messier 42, M42 hay NGC 1976) là tinh vân phát xạ có vị trí biểu kiến nằm trong chòm sao Lạp Hộ, được nhà thiên văn học người Pháp Nicolas-Claude Fabri de Peiresc phát hiện năm 1610.
Đây là một trong những tinh vân sáng nhất có thể nhìn thấy bằng mắt thường nhờ cấp sao biểu kiến 4, nằm ở khoảng cách 1.344 ± 20 năm ánh sáng với bề rộng 24 năm ánh sáng, và là vùng hình thành sao gần Trái Đất nhất. Nó có khối lượng khoảng 2.000 lần Mặt Trời.
Tinh vân Lạp Hộ là một trong những vật thể được quan sát và chụp ảnh nhiều nhất trên bầu trời, và cũng là một trong những thiên thể được nghiên cứu nhiều nhất. Nó cho ta biết nhiều về các các ngôi sao và hệ hành tinh được hình thành như thế nào từ sự sụp đổ của các đám mây khí và bụi. Các nhà thiên văn học đã quan sát trực tiếp được các đĩa tiền hành tinh và các sao lùn nâu bên trong tinh vân, các dòng chảy hỗn loạn và mạnh của khí, và ảnh hưởng quang ion-hóa từ các ngôi sao rất nặng gần đó.

## Các đặc tính vật lý
Tinh văn Lạp Hộ có thể thấy được bằng mắt thường ngay ở cả một số khu vực bị ảnh hưởng bởi ô nhiễm ánh sáng. Nó xuất hiện như một ngôi sao ở chính giữa "thanh kiếm" của chòm sao Lạp Hộ. Đối với những người quan sát tốt có thể nhận ra sự mờ của nó, và đặc tính tinh vân hiện ra rõ ràng khi quan sát bằng ống nhòm hay kính thiên văn nhỏ. Độ sáng bề mặt cực đại của vùng trung tâm M42 là 17 độ/arcsec2 và của vầng sáng xanh phía ngoài là 21.3 độ/arcsec2.
Tinh vân Lạp Hộ chứa một cụm sao mở rất trẻ, gọi là cụm sao Trapezium, bao gồm bốn sao chính trong một bán kính khoảng 1,5 triệu năm ánh sáng. Hai trong số đó thực chất là các hệ sao đôi, do đó có cả thảy sáu sao. Cụm Trapezium là một phần của của một tổ chức sao lớn hơn nhiều trong tinh vân, bao gồm khoảng 2.800 sao trong phạm vi có bán kính 20 năm sáng. Tinh vân lại thuộc vào một tổ chức lớn hơn rất nhiều, gọi là Đám mây phân tử Orion, trải dài hàng trăm năm ánh sáng trên chòm sao Lạp Hộ. Hai triệu năm trước tinh vân Lạp Hộ có thể là nơi xuất phát của các sao như AE Aurigae, 53 Arietis và Mu Columbae, hiện tại đang dịch chuyển ra khỏi tinh vân với tốc độ hơn 100 km/s.

### Màu sắc
Những người quan sát từ lâu đã để ý đến màu xanh lục đặc trưng của tinh vân, bên cạnh các vùng đỏ và xanh dương. Màu đỏ là kết quả của bức xạ tái kết hợp Hα ở bước sóng 656,3 nm. Màu xanh-tím là do phản chiếu lại các ngôi sao rất nặng lớp O ở lõi của tinh vân.
Còn màu xanh thực sự là một bí ẩn cho đến tận đầu thế kỷ 20 vì nó không trùng với quang phổ của bất kỳ nguyên tố nào đã biết vào thời điểm đó. Có một số giả thuyết cho rằng nó là do một nguyên tố hoàn toàn mới, gọi là nebulium. Với hiểu biết tốt hơn về vật lý nguyên tử, sau này người ta tìm ra nguyên nhân của màu xanh lục là do chuyển tiếp electron với xác suất thấp trong oxi bị ion hóa hai lần. Bức xạ này không thể tái hiện trong phòng thí nghiệm vào thời điểm đó vì nó cần một môi trường chân không tĩnh và hầu như không có va chạm của không gian.

## Lịch sử

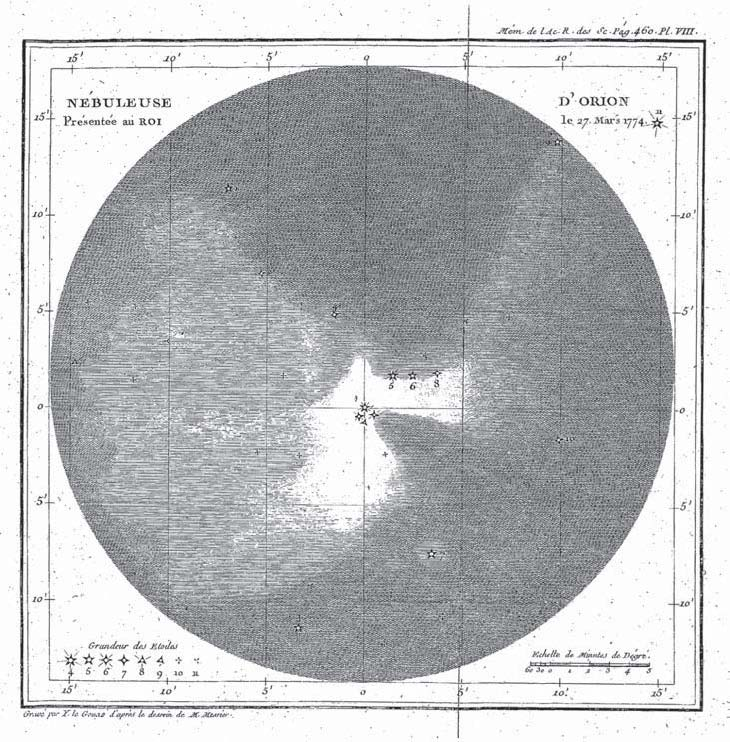
Hình vẽ của Messier trong hồi ký năm 1771 của mình, Mémoires de l'Académie Royale

Có phỏng đoán rằng những người Maya ở Trung Mỹ có thể đã mô tả tinh vân trong truyền thuyết "Ba hòn đá sưởi" của họ; Nếu quả là như vậy thì chúng là ba sao Rigel, Saiph, và Alnitak, tạo thành một tam giác gần đều với "thanh kiếm" (bao gồm tinh vân) ở giữa.
Cả hai tác phẩm Almagest của Ptolemy và "Sách về các sao cố định" của al Sufi đều không nhắc đến tinh vân, mặc dù chúng liệt kê những mảng mờ khác trên bầu trời, hay ngay cả Galileo cũng chưa từng đề cập đến nó, mặc dù ông đã thực hiện một số quan sát xung quanh tinh vân bằng kính viễn vọng vào các năm 1610 và 1617. Điều này dẫn tới giả thuyết rằng sự bùng phát của các ngôi sao chiếu sáng có thể đã làm tăng độ sáng của tinh vân.
Người đầu tiên phát hiện ra nó là một tinh vân khuếch tán thường được cho là nhà thiên văn người Pháp Nicolas-Claude Fabri de Peiresc vào ngày 26 tháng 11 năm 1610.

Người đầu tiên xuất bản các quan sát về tinh vân là một nhà thiên văn học và toán học Johann Baptist Cysat ở Lucerne trong chuyên khảo của ông về các sao chổi vào năm 1619 (các quan sát về tinh vân có thể đã được ghi lại từ năm 1611). Ông so sánh nó với một sao chổi sáng được quan sát vào năm 1618 và có những nhận xét như sau:
có thể thấy rằng, một số ngôi sao bị nén vào một không gian rất hẹp, xung quanh và giữa các ngôi sao có một ánh sáng trắng giống như một đám mây trắng tỏa ra

Mô tả của ông về các sao trung tâm tạo thành một hình chữ nhật, khác với các đầu sao chổi, có thể đã là một trong những quan sát đầu tiên về cụm sao Trapezium. (Người phát hiện ra các sao này là Galileo Galilei vào ngày 2 tháng 4 năm 1617, mặc dù ông không phát hiện ra tinh vân, có thể do hạn chế về ống kính thiên văn thời đó).
Tinh vân Lạp Hộ sau đó được các nhà thiên văn học nổi tiếng khác phát hiện độc lập, bao gồm Giovanni Battista Hodierna (người đã phác họa lại tinh vân này trong tác phẩm De systemate orbis cometici, deque admirandis coeli characteribus). Vào năm 1659, nhà khoa học người Hà Lan Christiaan Huygens công bố các phác họa chi tiết về vùng trung tâm tinh vân trong Systema Saturnium.
Charles Messier quan sát tinh vân vào ngày 4 tháng 3 năm 1769, và ông cũng để ý ba ngôi sao trong cụm Trapezium. Messier công bố ấn bản đầu tiên của mình, danh mục các vật thể trên bầu trời vào năm 1774 (hoàn thiện vào năm 1771). Do tinh vân Lạp Hộ nằm thứ 42 trong danh sách, nó có ký hiệu M42.

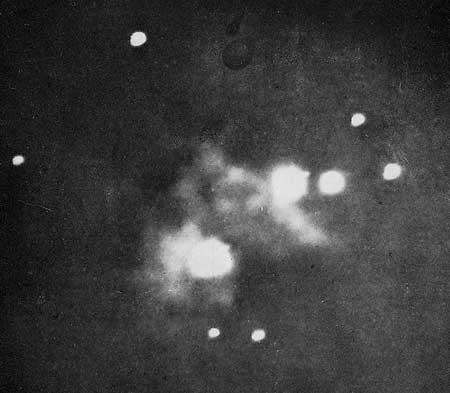
Bức ảnh đầu tiên chụp tinh vân Lạp Hộ do Henry Draper.

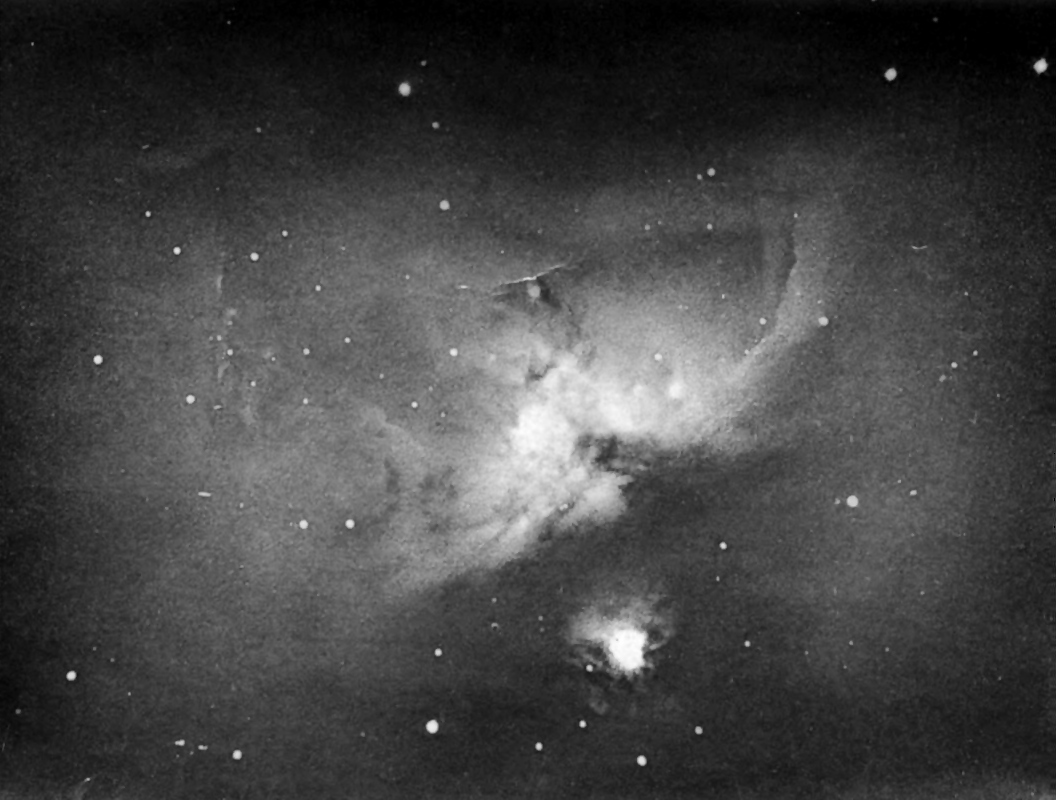
Một trong số các bức ảnh của Andrew Ainslie Common vào năm 1883, lần đầu cho thấy sự phơi sáng lâu có thể làm hiện ra các sao và tinh vân không nhận thấy khi quan sát thông thường.

Vào năm 1865 nhà thiên văn học nghiệp dư người Anh William Huggins sử dụng phương pháp phân tích quang phổ của ông với tinh vân và nhận thấy rằng, giống như mọi tinh vân khác mà ông đã phân tích, nó được làm từ "khí phát sáng". Vào ngày 30 tháng 9 năm 1880, Henry Draper sử dụng một loại phim mới vào thời bấy giờ với một kính viễn vọng khúc xạ đường kính 28 cm để ghi lại hình ảnh phơi sáng của tinh vân trong 51 phút, bức ảnh đầu tiên về tinh vân. Một loạt ảnh khác, được thực hiện vào năm 1883 bởi Andrew Ainslie Common khi ông sử dụng một kính viễn vọng phản xạ tự chế với đường kính 91 cm tại Ealing, tây London. Các bức ảnh này lần đầu tiên cho thấy các sao và chi tiết mờ tới mức không thể quan sát thông trực tiếp.
Năm 1902, Vogel và Eberhard phát hiện ra các chuyển động với vận tốc khác nhau bên trong tinh vân và năm 1914 các nhà khoa học ở Marseilles sử dụng giao thoa kế đo được các chuyển động dị thường. Campbell và Moore xác nhận các kết quả này thông qua quang phổ kế, cho thấy các dòng chảy rối bên trong tinh vân.
Vào năm 1931, Robert J. Trumpler để ý thấy các sao mờ hơn gần Trapezium tạo thành một cụm, và ông gọi nó bằng cái tên ngày nay, Dựa trên độ sáng và phân loại quang phổ, ông tính ra được khoảng cách đến cụm sao này là 1.800 năm ánh sáng. Con số này gấp ba lần khoảng cách thường được chấp nhận vào thời điểm đó, nhưng lại gần với các giá trị hiện tại hơn.
Vào năm 1993, kính viễn vọng không gian Hubble lần đầu tiên quan sát tinh vân. Kể từ đó, tinh vân Lạp Hộ thường xuyên là mục tiêu nghiên cứu của Hubble. Các hình ảnh đã được sử dụng để tạo ra một mô hình chi tiết về tinh vân trong không gian ba chiều. Các đĩa tinh vân tiền hành tinh đã được phát hiện xung quanh hầu hết các sao trẻ trong tinh vân, và sự phá hủy các đĩa này do bức xạ cực tím rất mạnh từ ngôi sao đã được nghiên cứu.
Vào năm 2005, thiết bị Advanced Camera for Surveys của Hubble đã ghi lại được bức ảnh chi tiết nhất trong lịch sử về tinh vân. Bức ảnh được tạo nên từ 104 lần di chuyển trong quỹ đạo của Hubble, ghi lại hơn 3.000 sao có cấp sáng từ 23 trở lên, trong đó có các sao lùn nâu non trẻ và các sao đôi có thể trở thành sao lùn nâu. Một năm sau đóm các nhà khoa học làm việc với Hubble công bố cặp sao lùn nâu che lấp đầu tiên, 2MASS J05352184–0546085. Cặp sao đôi này có khối lượng xấp xỉ lần lượt là 0.054 M☉ và 0.034 M☉, với chu kỳ quỹ đạo 9,8 ngày. Điều đáng ngạc nhiên là ngôi sao nặng hơn trong hai lại sáng hơn sao còn lại.

## Cấu trúc

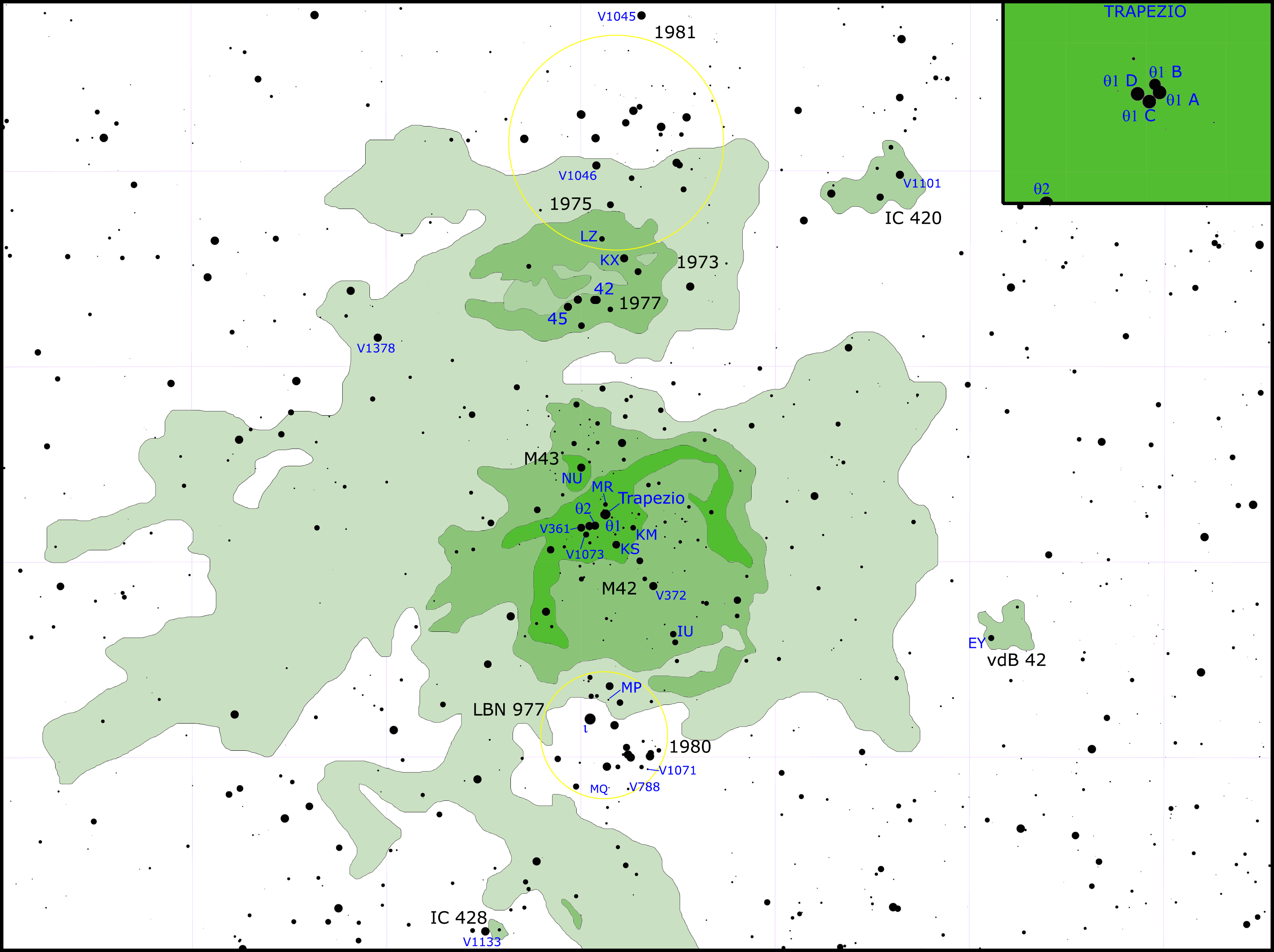
Một bản đồ sao trong tinh vân Orion.

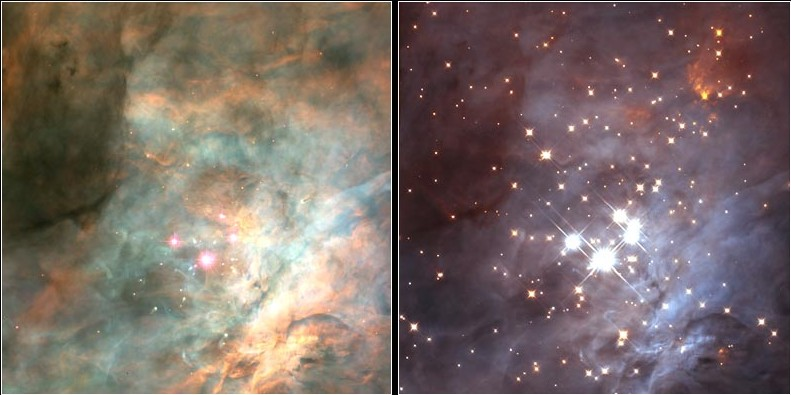
Các hình ảnh quang học cho thấy các đám mây khí và bụi trong tinh vân Orion; hình ảnh hồng ngoại (bên phải) cho thấy các sao trẻ phát sáng ở bên trong.

Toàn bộ tinh vân Lạp Hộ trải dài khoảng 1 độ trên bầu trời, và chứa các đám mây bụi và khí trung hòa, các tổ chức sao, các vùng khí bị ion hóa và tinh vân phản xạ.
Tinh vân Lạp Hộ là một phần của của một tinh vân lớn hơn rất nhiều là đám mây phân tử Orion. Đám mây phân tử này kéo dài khắp chòm sao và bao gồm vòng Barnard, tinh vân Đầu Ngựa, Messier 43, Messier 78 và tinh vân Ngọn Lửa. Các sao hình thành trong khắp đám mây này, nhưng hầu hết các sao trẻ tập trong thành các cụm dày đặc như trong tinh vân Lạp Hộ.

Đám mây phân tử Orion A từ VISTA cho thấy các sao nặng trẻ và các đối tượng khác.

Mô hình thiên văn học hiện tại về tinh vân bao gồm một vùng H II, có tâm rơi vào ngôi sao Theta1 Orionis C, nằm bên cạnh một đám mây phân tử kéo dài, trong một vùng trống tạo bởi các sao trẻ có khối lượng lớn. (Theta1 Orionis C phát ra ánh sáng gây ion hóa gấp 3-4 lần ngôi sao sáng nhất sau nó, Theta2 Orionis A). Vùng H II có nhiệt độ lên tới 10.000 K, nhưng nhiệt độ này giảm đi rất nhiều ở phần rìa của tinh vân. Sự phát sáng của tinh vân chủ yếu đến từ khí bị ion hóa ở phía sau vùng trống. Vùng H II này được bao quanh bởi một "vịnh" lõm, không đều của một đám mây đặc hơn, trung tính hơn, với các đám khí trung hòa nằm bên ngoài vùng vịnh. Khí bên trong đám mây phân tử có chuyển động và chảy rối với vận tốc rất khác nhau, nhất là ở khu vực trung tâm. Các chuyển động tương đối có thể lên tới trên 10 km/s.

## Sự hình thành sao

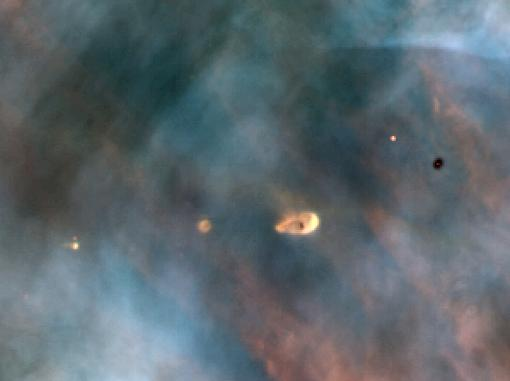
Một số đĩa tiền hành tinh trong tinh vân chụp bởi Kính viễn vọng Hubble

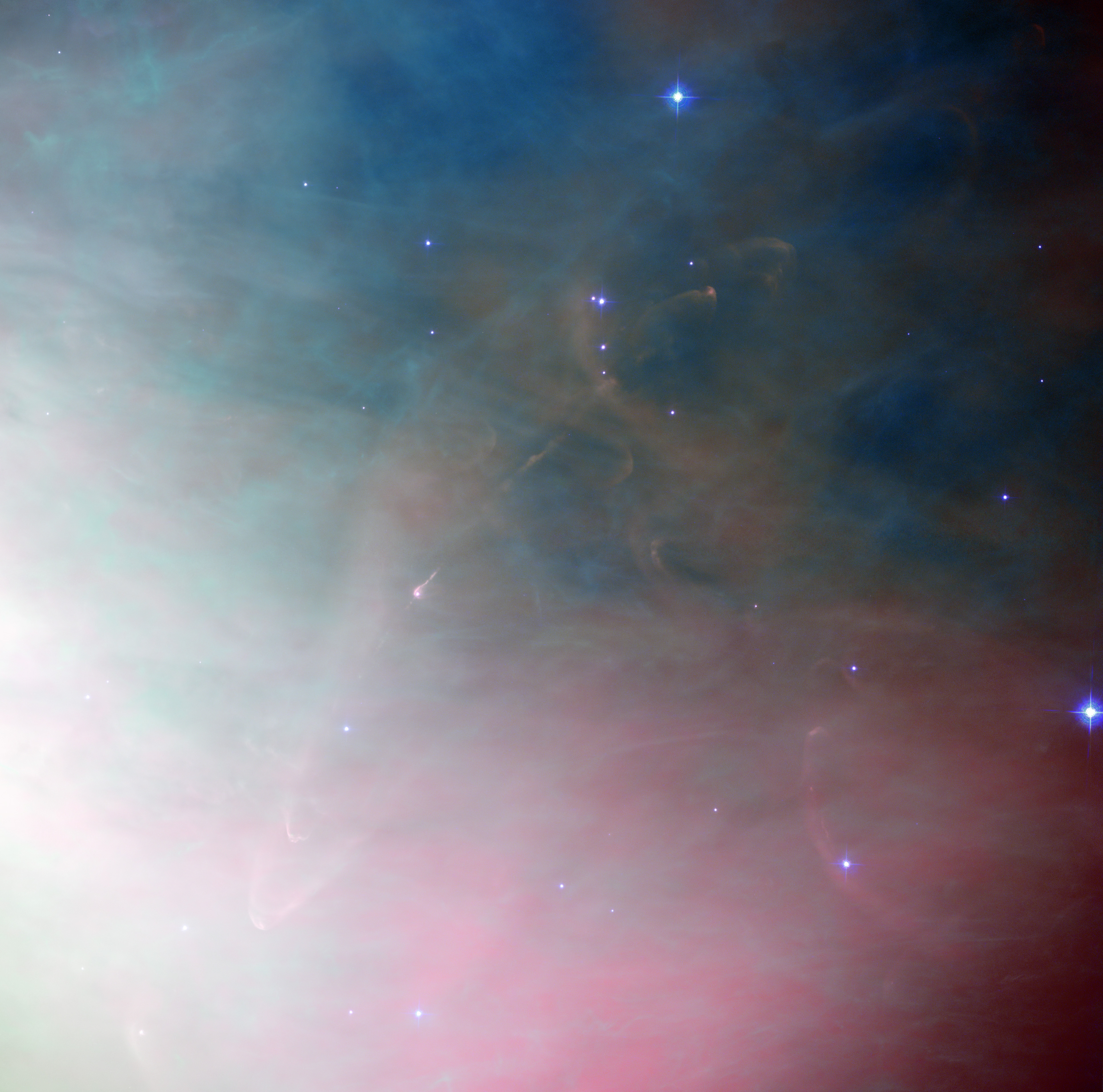
Hình thành sao trong Orion

Tinh vân Lạp Hộ là một ví dụ về "nhà trẻ sao", nơi mà các sao mới đang được tạo ra. Các quan sát về tinh vân đã cho thấy có xấp xỉ 700 sao trong các giai đoạn khác nhau của sự hình thành bên trong tinh vân.
Vào năm 1979, các quan sát với camera điện tử Lallemand tại đài thiên văn Pic-du-Midi cho thấy sáu nguồn ion hóa mạnh chưa được xác định gần cụm sao Trapezium. Các nguồn này được diễn giải là các hạt khí bị ion hóa một phần (partly ionized globules - PIGs). Ý tưởng là các đối tượng này đang bị ion hóa từ bên ngoài bởi M42. Các quan sát sau này với Very Large Array cho thấy các vùng cô đặc với kích thước của Hệ Mặt trời liên quan đến các đối tượng này. Lần này ý tưởng là các vật thể nói trên có thể là các sao có khối lượng nhỏ bao quanh bởi một đĩa bồi tụ tiền sao đang bị bốc hơi. Các quan sát vào năm 1993 bởi Hubble đã phần lớn xác nhận sự tồn tại của các đĩa tiền hành tinh bên trong tinh vân. Hubble còn phát hiện ra hơn 150 vật thể tương tự trong tinh vân và chúng được coi là các hệ sao trong giai đoạn sớm nhất của sự hình thành hệ mặt trời. Số lượng lớn các vật thể này được dùng làm bằng chứng cho sự phổ biến của các hệ hành tinh trong vũ trụ.
Các sao hình thành khi các đám khí hydro và các khí khác trong một vùng H II bị sụp đổ dưới trọng lực của chính nó. Khi khí co sụp lại, vùng trung tâm nhanh chóng dày lên và khí đốt nóng đến nhiệt độ cực cao do sự chuyển đổi từ thế năng hấp dẫn thành nhiệt năng. Nếu nhiệt độ đủ lớn, phản ứng tổng hợp hạt nhân sẽ xảy ra và hình thành một tiền sao. Tiền sao trở thành sao khi nó phát ra đủ năng lượng bức xạ để cân bằng với trọng lực của nó và chặn lại quá trình sụp đổ hấp dẫn.
Thông thường, một đám mây vật chất nằm ở một khoảng cách tương đối lớn tới ngôi sao trước khi phản ứng tổng hợp xảy ra. Đám mây tàn dư này chính là đĩa tiền hành tinh, nơi mà các hành tinh có thể hình thành. Các quan sát hồng ngoại cho thấy các hạt bụi trong các đĩa này đang lớn lên, chúng đang trong quá trình chuẩn bị hình thành vi thể hành tinh.
Một khi tiền sao bước vào giai đoạn dãy chính, nó được coi là một ngôi sao. Ngay cả khi các các đĩa tiền hành tinh có thể tạo ra các hành tinh, các quan sát cho thấy bức xạ cực mạnh từ các sao trong Trapezium đã phải phá hủy bất kỳ đĩa nào gần nó, nếu như cụm có tuổi bằng các sao khối lượng thấp trong cụm. Vì các đĩa tiền hành tinh được tìm thấy ở rất gần Trapezium, có thể lập luận rằng các sao này còn rất trẻ so với phần còn lại của cụm.[c]

### Gió sao và ảnh hưởng của chúng
Sau khi hình thành, các ngôi sao trong tinh vân sẽ bức xạ một luồng hạt bị tích điện gọi là gió sao. Các sao nặng lớp OB và các sao trẻ loại T Tauri có gió sao mạnh hơn rất nhiều so với gió Mặt trời. Gió sao hình thành nên các sóng xung chấn hay sự mất ổn định thủy động lực học khi nó tiếp cận khí bên trong tinh vân, tạo nên hình thù của đám mây khí. Sóng xung chấn từ gió sao còn đóng vai trò quan trọng trong sự hình thành sao bằng cách nén các đám mây khí lại, tạo nên sự mất đồng tính dẫn tới sụp đổ hấp dẫn.

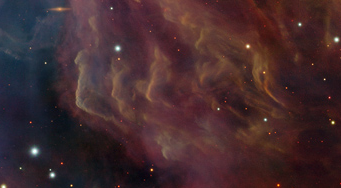
Các gợn sóng tạo nên từ bất ổn định Kelvin–Helmholtz do tác động từ gió sao

Có ba loại xung chấn khác nhau trong tinh vân. Nhiều trong số đó được tìm thấy ở các đối tượng Herbig–Haro:
- Xung chấn hình vòng cung là các xung chấn tĩnh và hình thành khi hai luồng hạt va chạm vào nhau. Chúng xuất hiện gần các sao nóng nhất bên trong tinh vân nơi mà tốc độ gió sao được ước tính lên đến hàng nghìn km/s và khoảng vài chục km/s bên ngoài tinh vân. Xung chấn hình vòng cung còn được tạo ra ở phần đầu của các tia bắn ra từ các sao khi tia này va chạm với vật chất liên sao.
- Xung chấn do các tia vật chất bắn ra từ các sao mới hình thành loại T Tauri. Các luồng vật chất hẹp này di chuyển với vận tốc hằng trăm km/s, và trở thành xung chấn khi nó gặp phải khí hầu như đứng yên.
- Các xung chấn bị bẻ cong, có hình vòng cung đối với người quan sát. Chúng được tạo ra khi xung chấn do các tia vật chất gặp phải khí di chuyển cắt ngang.
- Sự tiếp xúc giữa gió sao với đám mây xung quanh cũng tạo nên các "đợt sóng", được cho là các bất ổn định Kelvin–Helmholtz.[45]

Các chuyển động khí bên trong M42 là phức tạp, nhưng đều hướng về phía ngoài thông qua chỗ mở của vịnh và về phía Trái đất. Khu vực rộng lớn trung hòa phía sau vùng bị ion hóa đang bị ép lại bởi lực hấp dẫn của chính nó.
Còn có các "viên đạn" khí siêu thanh đang đâm xuyên qua các đám mây hydro của tinh vân. Mỗi trong số chúng có đường kính gấp mười lần quỹ đạo của Diêm Vương Tinh và có phần đầu chứa các nguyên tử sắt phát sáng trong hồng ngoại. Chúng có thể được hình thành cách đây hàng nghìn năm từ một sự kiện dữ dội chưa được xác định.

## Tiến hóa
Các đám mây liên sao như tinh vân Lạp Hộ được tìm thấy xuyên suốt các thiên hà như dải Ngân Hà. Chúng bắt đầu từ các đám hydro lạnh, trung tính cùng với một số nguyên tố khác dưới sự ảnh hưởng của trọng lực. Đám mây có thể chứa hàng trăm nghìn khối lượng Mặt trời và trải dài hàng trăm năm ánh sáng. Chỉ cần một lực hấp dẫn rất nhỏ cũng đủ để khiến đám mây co sụp lại, điều đó được ngăn cản bởi áp suất rất yếu của khí bên trong đám mây.
Bất kể do va chạm với các dải xoắn ốc của thiên hà, hay do sóng xung chấn từ các vụ nổ siêu tân tinh, các nguyên tử kết hợp thành các phân tử và kết quả là một đám mây phân tử. Điều này báo trước sự hình thành sao bên trong đám mây, thường được cho là diễn ra trong vòng 10-30 triệu năm, khi các vùng vượt qua khối lượng Jeans và các khối bị mất cân bằng co sụp thành các đĩa. Đĩa này tập trung lại ở tâm, hình thành nên một ngôi sao, và có thể bao quanh bởi một đĩa tiền hành tinh. Đây là giai đoạn hiện tại của tinh vân Lạp Hộ, và còn nhiều sao vẫn đang được hình thành từ đám mây đang co lại. Các sao trẻ nhất và sáng nhất chúng quan sát được trong tinh vân có tuổi khoảng 300.000 năm, và sao sáng nhất chỉ mới 10.000 năm tuổi. Một số các sao đang co sụp này có khối lượng rất lớn, do đó phát ra một lượng lớn các tia cực tím có tính ion hóa mạnh. Có thể thấy một trong số chúng nằm trong cụm Trapezium. Qua thời gian, bức xạ cực tím của các rất nặng ở trung tâm của tinh vân sẽ đẩy khí và bụi xung quanh nó vào không gian. Quá trình này là nguyên nhân của vùng trống bên trong tinh vân, để lộ ra các ngôi sao ở giữa. Các sao lớn nhất có tuổi đời ngắn và sẽ tiến hóa thành các siêu tân tinh.
Trong khoảng 100.000 năm, hầu hết bụi và khí sẽ bị tản ra. Phần còn lại sẽ trở thành một cụm sao mở trẻ, một cụm sao sáng bao quanh bởi các sợi mỏng còn sót lại từ đám mây ban đầu.

## Hình ảnh của Kính viễn vọng không gian Hubble

Toàn cảnh tinh vân
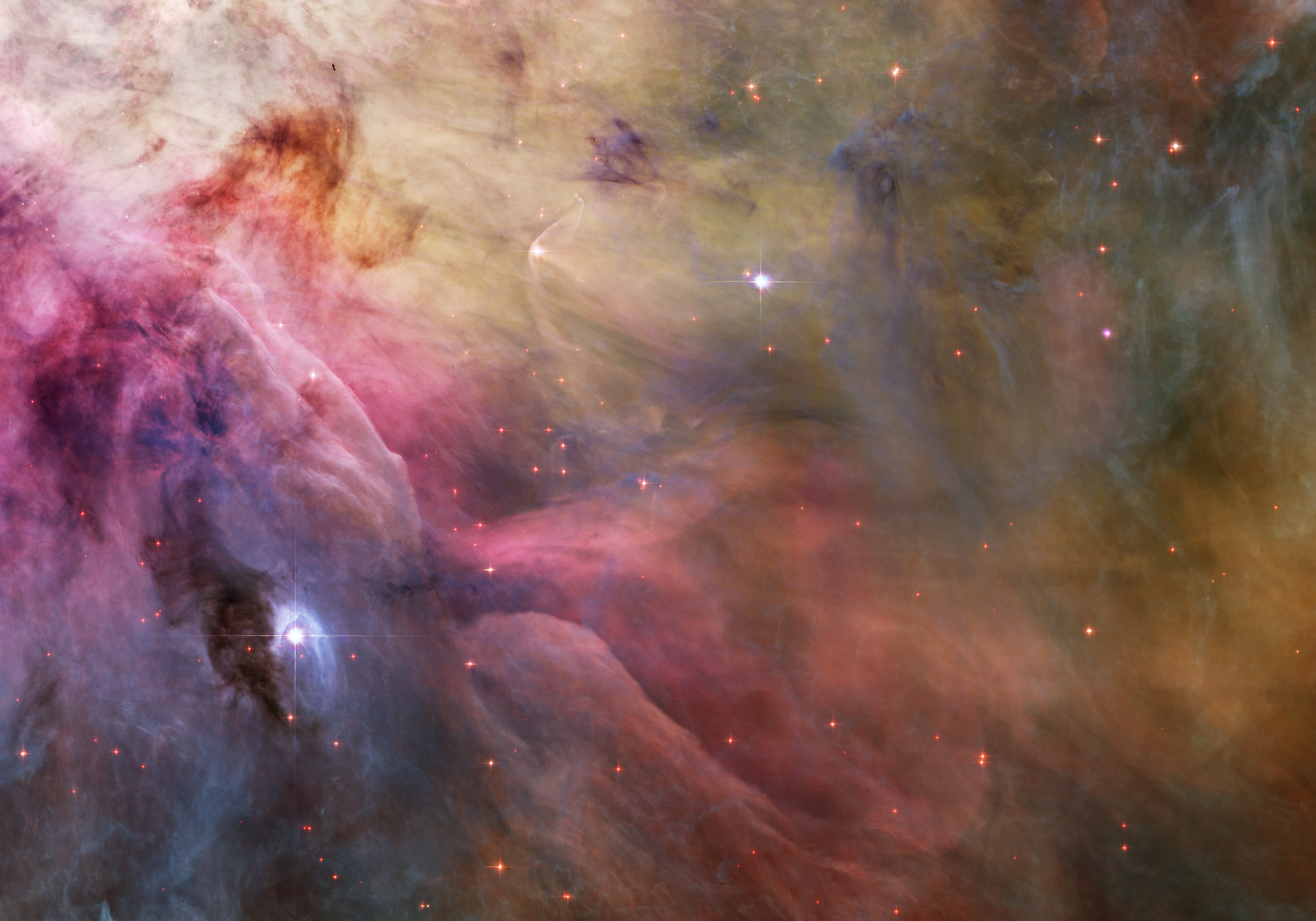
Một phần của tinh vân, cho thấy xung chấn hình vòng cung
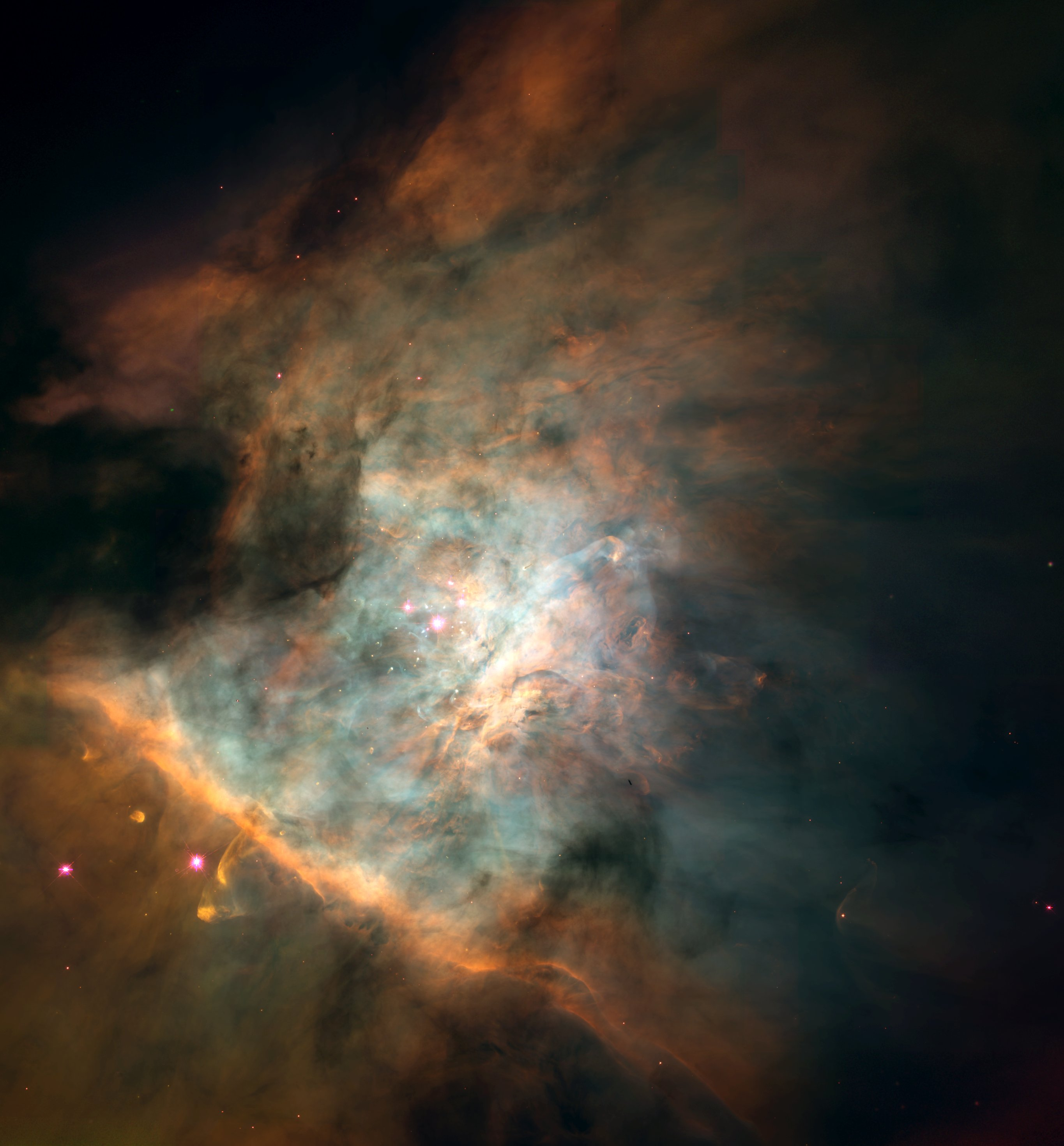
Vùng trung tâm với cụm Trapezium
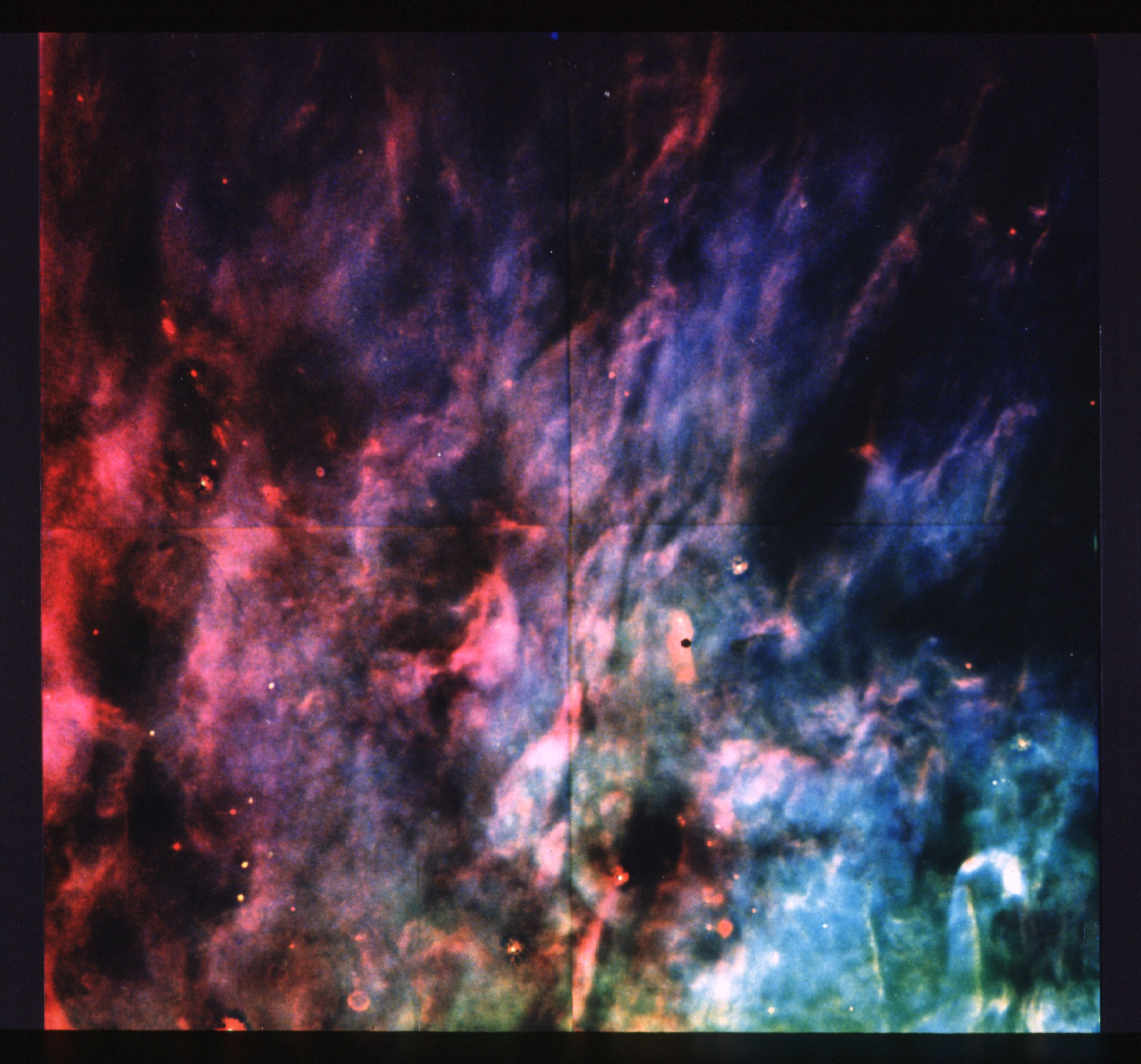
Cận cảnh vùng trung tâm, với các đĩa tiền hành tinh